# Thomisus tetricus
Thomisus tetricus là một loài nhện trong họ Thomisidae.
Loài này thuộc chi Thomisus. Thomisus tetricus được Eugène Simon miêu tả năm 1890.